# Чистой, Назар Иванович
Назар (Назарий) Иванович Чистой (Чистого) (? — 1648) — русский купец (до 1631 года — гость) и государственный деятель. Жестоко убит восставшими во время Соляного бунта.

## Биография
Выходец из посадских людей Ярославля. Являлся откупщиком ряда государевых учугов (то есть рыбных хозяйств) в низовьях Волги. В 1623 по царскому указу ездил в Нидерланды для продажи шёлка и найма ремесленников. В 1628 году назначен Астраханским таможенным головой. Затем выполнил крупный государственный подряд, доставив зерно, вероятно, в Астрахань.
С 1631 — дьяк смоленского воеводы, затем дьяк Посольского приказа. Также был дьяком приказов Большой казны и Рудного сыска, позже — думным дьяком приказа Новгородской чети.
Член ряда комиссий, которые вели переговоры с Речью Посполитой и Швецией, а также боярских комиссий, управлявших Москвой, когда царя Алексея Михайловича не было в столице (несколько раз в 1647—1648).
Современники считали, что с 1646 года Чистой был главным советником боярина Морозова по вопросам экономики. С 1647 и до своей смерти думный дьяк. В 1647—1648 — глава Посольского приказа. Назар Чистой был убит в Москве в июне 1648 года во время событий Соляного бунта. Его каменные палаты в Китай-городе подверглись разграблению.
Известны случаи взяточничества со стороны Чистого, к примеру, в 1639 году взятка требовалась от представителей Шлезвиг-Гольштейна.